# Залізниця у Казахстані

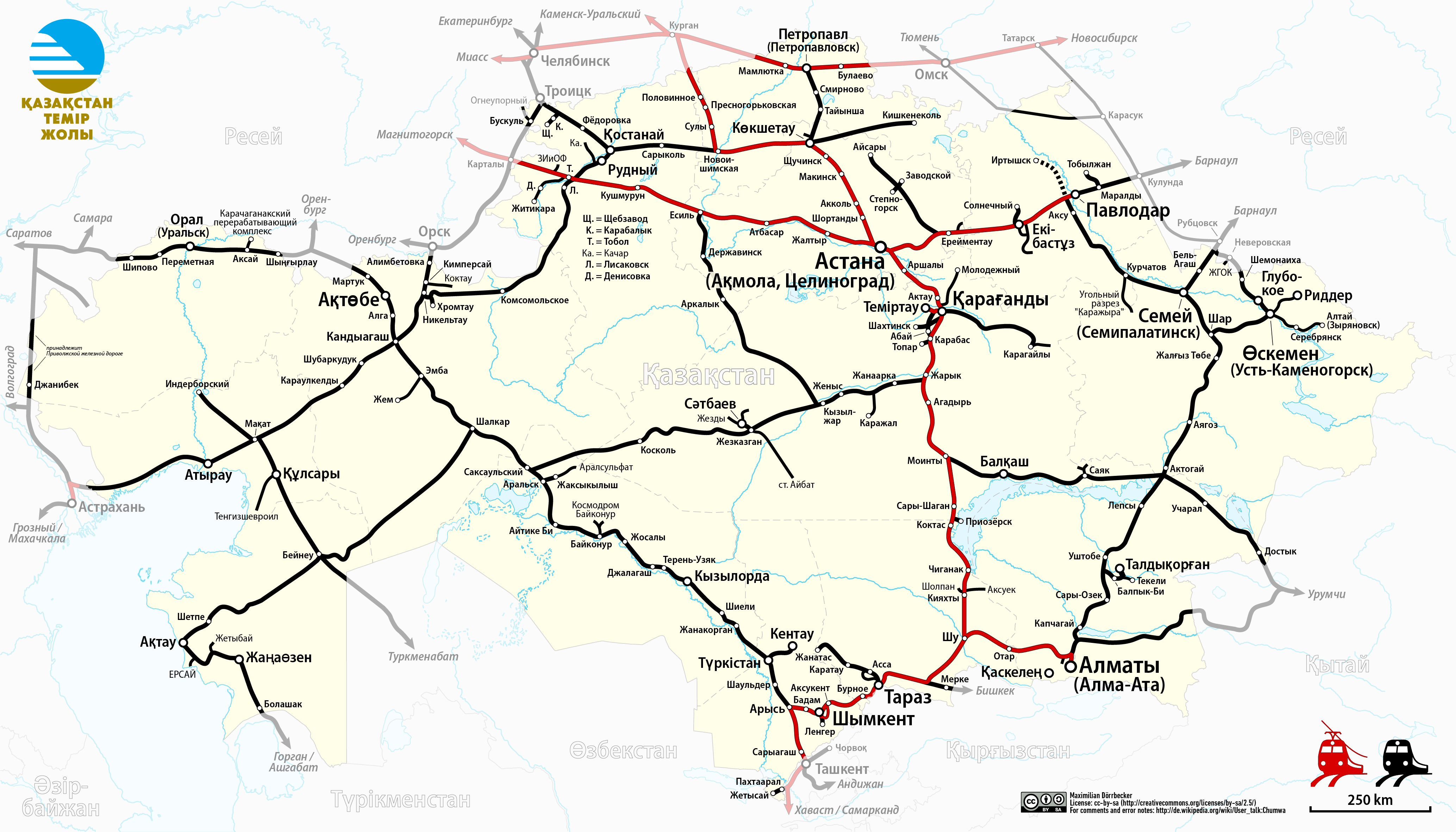
Залізниці Казахстану станом на січень 2016 року

Казахстан має розгалужену мережу залізниць загальною протяжністю близько 16614,3 кілометрів на 2017 рік, 6 тисяч з яких двоколійні і близько 5 тисяч — електрифіковані. Розгорнута довжина головних шляхів — 18,8 тис. км, станційних і спеціальних шляхів — 6,7 тис. км. Значення залізничного транспорту у Казахстані дуже велике. Понад 68% всього вантажообігу та понад 57% пасажирообігу країни припадає на частку залізниць. У залізничній галузі на 2013 рік, було зайнято понад 160 тисяч осіб, що становило майже 1% населення Казахстану (16 911 на 2013 рік).
Більша частина мережі перебуває під управлінням Казахстанських залізниць, мала частина відноситься до відомств гірничодобувних та нафтовидобувних галузей.

## Історія

### Історія будівництва залізниць Казахстану

#### Дореволюційний період
Вперше залізниця пройшла територією сучасного Казахстану 1893—1894 року. Це була вузькоколійна (1000 мм) залізнична лінія Покровська Слобода — Уральськ протяжністю 369 км, з яких 113 км пролягли в Казахстані. Крім того, 190 км Транссиб а також пройшли територією Казахстану в районі міста Петропавловськ.
Роком заснування залізничного транспорту в Казахстані вважається 1904 рік, коли почалося будівництво Оренбург-Ташкентської залізниці протяжністю 1668 км. Ця магістраль була введена в експлуатацію у 1905—1906 роках, поєднавши європейську Росію із Середньою Азією. Уздовж залізничної лінії виросли міста і промислові центри: Актюбінськ, Новоказинськ, Туркестан, Кизил-Орда, Аральськ та інші.
У 1914-1924 роках споруджено Семиріченську дорогу Арис-Пішпек — частина майбутнього Турксиба, в 1915 році — магістраль Челябінськ — Троїцьк — Кустанай. По казахстанській землі пролягли 122 км побудованої в 1915-1917 роках Алтайська залізниця (Алтайської залізниці) (Новосибірськ-СімейСемипалатинск)). Крім цього, на північному сході Казахстану до 1918 р. функціонувала 117-кілометрова Воскресенська дорога нормальної ширини Екібастуз - Воскресенська пристань, а в центральному Казахстані 40 дорога Караганда - Спаський завод і 120 кілометрова Байконурські вугільні копії - Карсакпай.

#### Радянський період
Загальна протяжність залізниць біля Казахстану до 1918 року досягла 2 575 км.
Першою залізничною будівлею в радянський період стала побудована в 1920-1922 роках ділянка Петропавловськ - Кокчетав. Який потім у 1926-1931 роках був продовжений через станції Курорт-Борове і Акмолінськ до Караганди, його загальна довжина перевищила 700 км. 1924 року було створено залізничну лінію Кулунда — Павлодар. Для розвитку нафтопромислів Емби 1926 року було побудовано вузькоколійну дорогу Гур'єв — Доссор.
Епохальною подією стало будівництво Туркестано-Сибірської магістралі, що тривало в 1927—1930 роках, протяжністю 1444 км. Вона пов'язала Казахстан з Сибірю і сприяла економічному розвитку республіки та освоєння багатьох пустельних земель.
У 1930-ті роки були також побудовані ділянки: Караганда —Балхаш (490 км) (центральний Казахстан), Чимкент — Ленгер (південь Казахстану), Лікоть-Захист (235 км) ) (казахстанський Алтай), потім продовжена до Леніногірська і Зиряновська.
У 1936-1939 роки прокладено ділянку, за допомогою якої Казахстан став пов'язаний з Центральною Росією, — Уральськ — Ілецк з виходом на Саратов.
У роки Другої світової війни продовжувалося будівництво стратегічно важливих залізничних магістралей, таких як: магістраль Гур'єв Кандагач-Орськ (1936-1944), що зв'язала нафтопромисли Емби з Уралом і поліпшила сполучення; лінія Акмолінськ-Картали (1939-1943), що забезпечила, зокрема, ефективну доставку вугілля Караганди на Південний Урал; ділянки Коксу-Текелі-Талдикорган та Атасу-Каражал. Протяжність казахстанських залізниць досягла 10 тисяч кілометрів. Період Великої Вітчизняної війни відзначений і створенням на залізницях Казахстану виробничої бази з ремонту рухомого складу та колійного господарства.

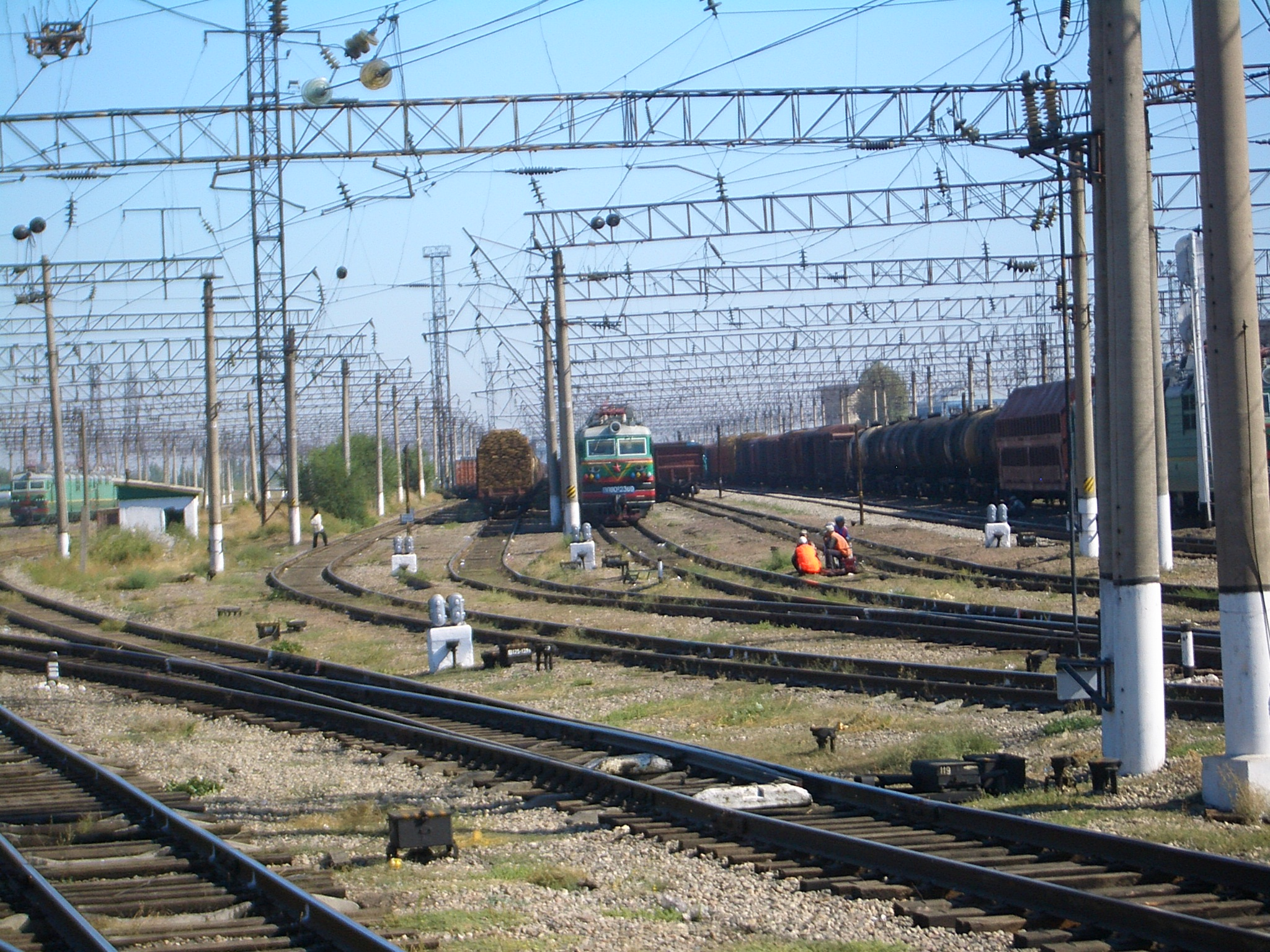
Трансказахстанська магістраль з'єднується з Турксибом біля станції Чу (Шу).

До 1950 року було побудовано ділянку Моінти-Чу (440 км). Таким чином. Транссибірська магістраль з'єдналася з Туркестано-Сибірська магістраль|Туркестано-Сибірської] і утворилася перша меридіанна лінія, що пройшла через всю територію республіки—Трансказахстанська залізнична магістраль Кок-ав — Акмолінськ — Караганда — Чу).
У 1950-х роках відбувалося інтенсивне будівництво залізниць у північних та центральних регіонах Казахстану. У 1955—1961 роках створено лінію Есіль — Аркалик (224 км), до 1959 року — Кустанай — Тобол, до 1960 року — Тобол — Джетигара. За 1950-ті роки густота залізничної мережі Казахстану збільшилася вдвічі. Таким чином, у першій половині XX століттяа мережа залізниць Казахстану склалася в сучасному вигляді.
У 1960-х роках прокладено ділянки Макат - Мангишлак і Мангишлак - Узень, (загальна довжина майже 900 км).
У 1964 році було електрифіковано першу в Казахстані ділянку колії (Целиноград — Караганда). З цього почалася активна електрифікація казахстанських залізниць.
У Степногорську було запущено міська електричка.

## Незалежність
Після розпаду Радянського Союзу сполучення між окремими регіонами Казахстану важко було через необхідність перетину кордонів із Росією. Для уникнення подібних складнощів у Казахстані було збудовано три ділянки шляхів, що пролягають повністю територією республіки:
- Перший з них з'єднав у червні 2001 року станцію Аксу (місто, Павлодарська область) Аксу зі станцією Кінцевої (Дегелен). 184 кілометри лінії Аксу — Кінцева було зведено за 2,5 роки. Ця лінія поєднала північ Казахстану зі сходом.
- Другий з них з'єднав північ Казахстану з його заходом. Будівництво ділянки Хромтау — Алтинсаріно (Костанайська область) було завершено 18 жовтня 2003а. Протяжність магістральних шляхів становить 402,5 км, станційних шляхів 40,22 км. Тут розташовано 13 станцій та роз'їздів, 11 мостів, 151 водопропускну трубу. До цього поїзди на захід Казахстану йшли через російські станції Картали та Орськ, двічі перетинаючи російський кордон.
- Третій з'єднав Усть-Каменогорськ зі станцією Черськ, тобто склади проходили за маршрутом Усть-Каменогорськ — Лікоть — Сімей. На будівництві було задіяно понад 60 підрядних організацій, укладено 153 км головного залізничного полотна (така довжина дороги) і більше 14 км станційних шляхів. Загалом мостобудівники збудували 13 мостів, 4 шляхопроводи, 5 скотопрогонів і уклали понад 95 водопропускних труб. 9 жовтня 2008 р. було завершено будівництво залізничної лінії Куля — Захист.

Розглядається питання будівництва швидкісної лінії за маршрутом Астана — Актобе.
Планується будівництво спрямленої ділянки Актобе — Уральськ. В даний час поїзди йдуть через російський Соль-Ілецьк, двічі перетинаючи російський кордон в Оренбурзькій області.
12 мая 2013 года была открыта железная дорога из Казахстана в Туркменистан. Международный переход проходит между станціями Болашак (Казахстан) та Серхетяка (Туркменистан).
3 липня 2012 року в Казахстані почалося будівництво відразу двох нових магістралей внутрішньодержавного сполучення: Аркалик — Шубарколь ( 214 км) і Жезказган — Саксаульська (517 км) — Шалкар — Бейнеу (496 км). Реалізація цього проекту в 2015 році значно скоротила відстань від Астани Астани і Жезказгану до південно-західних регіонів Казахстану.

### Міжнародні транспортні коридори
- Перший з'єднав КПП Хоргос зі станцією Жетиген. Ця ділянка, протяжністю 298,4 кілометра, стала другим міжнародним прикордонним переходом з Китаєм. При цьому відстань від Китаю до південних регіонів Казахстану та країн Центральної Азії скоротилася на 500 км. Введено в експлуатацію 9 грудня 2011а.
- Другий з'єднав Узень і державний кордон з Туркменістаном. Ця ділянка протяжністю 146 кілометрів. На всій довжині побудовано дві станції Бопай (село) Бопай і Болашак (Мангістауська область), а також п'ять роз'їздів: Бастау, Акбобек, Тайгир, Курмаш і Бесторкуль. Введення в експлуатацію відбулося наприкінці 2012а.

## Історія структури казахстанської залізниці
19 жовтня 1940 року Постановою Ради Народних Комісарів Союзу РСР та Центрального Комітету ВКП(б) була організована Карагандинська залізниця, яка започаткувала процес цілеспрямованого структурування казахської залізниці.
1 липня 1958 року утворена найбільша в СРСР Казахська залізниця. Маючи довжину понад 11 тисяч кілометрів, вона складалася з 15 відділень і об'єднувала всі магістралі, що з'єднують Казахстан із Сибіром, Уралом, Поволжям, Киргизстаном та Середньою Азією.
У квітні 1977 року на базі Казахської залізниці були утворені три дороги: Цілінна залізниця, Алма-Атинська залізниця і Західно-Казахстанська залізниця.
Після розпаду СРСР три казахстанські залізниці були об'єднані в республіканське державне підприємство «Қазақстан темір жоли» (букв. Казахстанська залізниця).
Відповідно до постанови Уряду від 15 березня 2002 року № 310 "Про створення закритого акціонерного товариства "Національна компанія «Қазақстан темір жоли» на базі республіканського державного підприємства створено закрите акціонерне товариство.
При цьому одна ділянка залізниці на території Казахстану (Петропавловськ, Північноказахстанська область, ділянка Транссиба протяжністю близько 250 км.) управляється російською Південно-Уральською залізницею, а дві ділянки залізниць на території Росії (Ілецьк на російській території біля західного кордону з Казахстаном і Лікоть Алтайського краю загальною протяжністю 450 км) управляються Казахстанською залізницею.

## Рекорди
20 лютого 1986 року в Казахській РСР було поставлено світовий рекорд: по Цілинна залізниця проведено склад у 440 вагонів загальною вагою 43,4 тисячі тонн і довжиною 6,5 км.

## Див також
- KZ4A
- KZ8A
- ТЕ33А